# Taubenpost
Bei der Taubenpost (auch Brieftaubenpost) befördern Brieftauben schriftliche Mitteilungen. Diese Art der Briefbeförderung war bereits in der Antike weit verbreitet. In der Neuzeit fand sie zunächst nur für militärische Zwecke Verwendung. Im 19. Jahrhundert wurden jedoch immer mehr Brieftaubenlinien für zivile Zwecke eingerichtet. Es kam mancherorts sogar zur Ausgabe eigener Taubenpostbriefmarken. Nach dem Zweiten Weltkrieg wurde die Taubenpost fast völlig von modernen Telekommunikationsmitteln verdrängt.
In der Kunst wurde das Motiv der Taubenpost vor allem zur Zeit ihrer größten Verbreitung im 19. Jahrhundert aufgegriffen, auf Briefmarken bildet sie heute noch ein beliebtes Motiv. Die Taubenpost selbst gilt jedoch unter Philatelisten nur als ein kleines Randgebiet. Nur wenige Briefe und Belegstücke der Taubenpost sind erhalten geblieben.

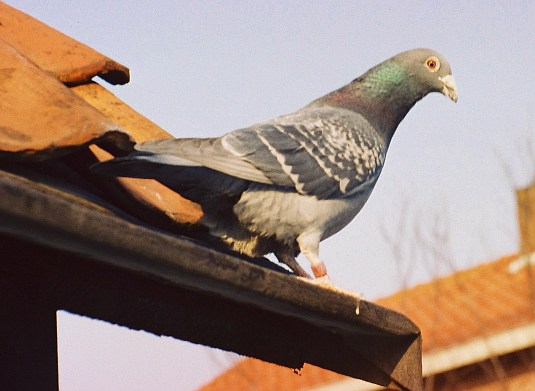
Brieftaube

## Historische Entwicklung

### Taubenpost im Altertum
Die Taubenpost ist die älteste Form der Flugpost. Bereits im Altertum erkannten die Menschen die besondere Fähigkeit von Tauben, mühelos aus größter Entfernung zu ihren Nistplätzen zurückzukehren. Dies erlaubt den Tauben in einem sehr großen Gebiet nach geeigneter Nahrung zu suchen. Um 5000 v. Chr. begann der Mensch mit der Domestikation der Taube. Durch verschiedenste Zuchtmethoden wurde es schließlich möglich, Tauben als Überbringer von Nachrichten einzusetzen, und sie gewannen immer mehr an wirtschaftlicher, militärischer und politischer Bedeutung.
Die ersten größeren Versuche zur Domestikation der Taube unternahmen die Sumerer. Sargon von Akkad ließ alle seine Boten in Mesopotamien mit Tauben ausstatten, die im Falle eines Angriffs freigelassen werden sollten. Dies gewährleistete, dass der Herrscher schnell von einem Vorfall in Kenntnis gesetzt wurde.
Auch im Alten Ägypten wurden Tauben zur schnellen Nachrichtenübermittlung eingesetzt. Freigelassene Tauben verkündeten beispielsweise die Kunde von der Krönung des Pharaos Ramses II. im Jahre 1279 v. Chr. Die oft in der postgeschichtlichen Literatur behauptete Verwendung von Tauben zur Briefbeförderung ist dagegen historisch nicht belegt. Zwar wurden bei der Krönung eines Pharaos oder beim Minfest vier freigelassene Tauben als Boten ausgesandt, was man aber noch nicht als geregelte Taubenpost bezeichnen konnte. Die eigentliche Taubenpost wurde wahrscheinlich erst in römischer oder frühislamischer Zeit in Ägypten eingeführt.

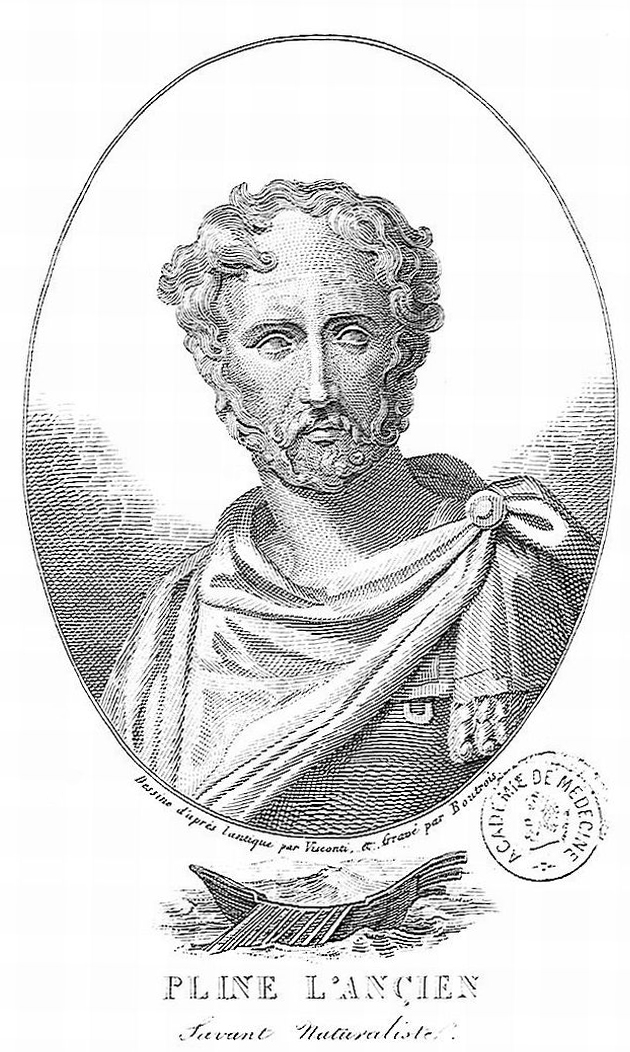
Neuzeitliche Fantasiedarstellung Plinius des Älteren, der erstmals ausführlich über die Verwendung der Taubenpost berichtete

Tauben als Übermittler von Nachrichten wurden bald auch in anderen Hochkulturen eingesetzt. Eine erste Beschreibung der Taubenzucht lieferte der griechische Naturforscher und Philosoph Aristoteles. Biologen nehmen an, dass die Brieftaube ursprünglich von der Felsentaube (Columba livia) abstammt.
Im antiken Griechenland erwiesen sich Tauben wegen der geografischen Beschaffenheit des Landes als ideales Mittel der Nachrichtenübermittlung, da viele wichtige Flugstrecken innerhalb der Reichweite der Tauben lagen. Athleten, die zu den Olympischen Spielen reisten, nahmen beispielsweise ihre eigenen Brieftauben mit. Im Falle eines Siegs banden die Athleten einen Teil des Zielbandes an den Fuß der Tauben, die anschließend zurück in die Heimat des Sportlers flogen und so den Einwohnern den Sieg ihres Mitbürgers signalisierten. Der römische Schriftsteller Claudius Aelianus berichtet in seiner Varia historia (9,2), dass der Grieche Taurosthenes auf diese Weise seinem Vater und seinem Heimatdorf auf der Insel Aigina die Nachricht von seinem Sieg bei den Olympischen Spielen überbrachte.
Im antiken Rom hatte die Brieftaube vor allem militärische Bedeutung. Der römische Feldherr Gaius Iulius Caesar ließ Nachrichten von Unruhen im eroberten Gallien durch eigene Botentauben überbringen, um so seine Truppen schnell befehligen zu können. Der römische Senator und Schriftsteller Plinius der Ältere berichtete erstmals ausführlich in seinem naturwissenschaftlichen Werk Naturalis historia über die militärische Verwendung von Brieftauben. Er beschrieb nachträglich, wie Brutus während der Belagerung von Modena im Jahre 44 v. Chr. durch Marcus Antonius dank der Taubenpost weiterhin mit seinen Verbündeten wie Aulus Hirtius kommunizieren und dadurch die Stadt vier Monate lang verteidigen konnte. Schon damals wurden die Nachrichten um die Füße der Brieftauben gebunden. Vor allem im 4. Jahrhundert wurde die Taubenpost im Römischen Reich stark ausgebaut, zeitweise waren bis zu 5000 Brieftauben in Staatsbesitz.
Auch in China und Indien wurde die Brieftaube schon früh zur Nachrichtenübertragung verwendet. China baute auf der Grundlage der Taubenpost ein ganzes Postwesen auf.

### Taubenpost im Mittelalter
Nach dem Zerfall des Weströmischen Reiches waren die Brieftauben aus Europa wieder weitgehend verschwunden. Sie wurden durch die Kreuzritter erst im 12. und 13. Jahrhundert wieder nach Europa gebracht. Im Vorderen Orient war die Brieftaube zur Nachrichtenübertragung nach wie vor weit verbreitet, sie wurde auch während der Kreuzzüge oft verwendet. Bei dem Versuch, die Stadt Akkon einzunehmen, gelang es den Kreuzrittern im Jahr 1191, eine per Brieftaube übermittelte Nachricht abzufangen: In ihr sicherte Sultan Saladin den Einwohnern zu, in drei Tagen mit seiner Armee in der Stadt anzukommen, um sie im Kampf gegen die Kreuzritter zu unterstützen. Die Kreuzritter verfälschten allerdings die Nachricht und ließen die abgefangene Brieftaube wieder frei. Die verfälschte Nachricht ließ die Einwohner von Akkon nun im Glauben, gänzlich ohne die Unterstützung Saladins kämpfen zu müssen. Noch vor Ablauf der drei Tage war die Stadt in der Hand der Kreuzritter, da die Bewohner von Akkon kaum mehr Gegenwehr leisteten.

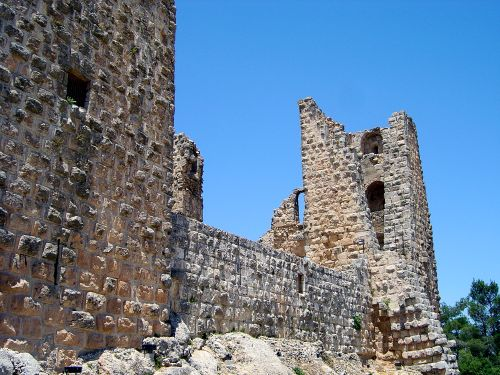
Festung Ajlun in Jordanien

Die Taubenpost im Vorderen Orient war keineswegs auf militärische Nutzung beschränkt; es entstanden staatliche Taubenpostdienste und regelmäßig beflogene Taubenpostlinien. Saladin hatte eine eigene Taubenpost, die unter anderem seine Hauptstädte Kairo und Damaskus miteinander verband. Dazu ließ er eine Kette von Festungen bauen, die Nachrichten mittels Heliograph, Leuchtfeuer und Tauben weiter leiteten (ein Beispiel ist die Festung Ajlun im heutigen Nord-Jordanien in der Nähe von Irbid). Auf diese Weise konnten wichtige Nachrichten zwischen den beiden Städten innerhalb von zwölf Stunden weitergeleitet werden. Im 12. Jahrhundert errichtete auch Nur ad-Din, Kalif von Bagdad, eine eigene Brieftaubenpost. Auch Dschingis Khan verwendete Brieftauben zur Überbringung von Nachrichten im Reich der Mongolen.
In Europa wurde die Taubenpost vor allem in Feldzügen eingesetzt. Hier war sie nach wie vor ein wichtiges Transportmittel von Nachrichten im Krieg, das nur schwer zu ersetzen war. Vor allem im Achtzigjährigen Krieg kam es zum häufigen Einsatz der Taubenpost. Wilhelm von Oranien setzte Brieftauben beispielsweise im Jahre 1573 bei der spanischen Belagerung von Haarlem durch Frederik von Toledo sowie bei der Belagerung von Leiden im Jahre 1574 ein. Außerhalb des Militärwesens wurden Tauben nur gelegentlich von Herrschern und Regierungsstellen eingesetzt, manchmal auch als Kommunikationsmittel zwischen Burgen und Klöstern.

### Brieftauben im Nachrichtenwesen
Durch die zunehmende Industrialisierung wurde es für die Wirtschaft immer wichtiger, auf dem schnellstmöglichen Weg Nachrichten zu erhalten. Zu Beginn des 19. Jahrhunderts griffen mehrere Geschäftsleute vor allem in London und Antwerpen auf Brieftauben zurück. Einige Bankhäuser unterhielten zu dieser Zeit sogar eigene Kurstauben. Auch Handelszeitungen, wie das Antwerpener Handelsblatt, richteten einen eigenen Brieftaubendienst ein.
Neben einzelnen Geschäftsleuten benutzten auch manche Nachrichtendienste Brieftauben. Im Jahre 1850 gründete Paul Julius Reuter das Institut zur Beförderung telegraphischer Depeschen in Aachen. Mit 40 Brieftauben schuf er eine Nachrichten-Luftbrücke, um die Lücke in der Telegrafenverbindung zwischen Brüssel und Aachen zu schließen. Es waren überwiegend Börsenmeldungen, die von Reuters Agenten in verschiedenen Städten Europas gesammelt und in Brüssel abgeliefert wurden. Mit der wichtigen Fracht im Gefieder flogen die Tauben schneller als die Eisenbahn nach Aachen zurück. Reuters Mitarbeiter nahmen die Nachrichten auf dem Dach des Hauses in der Pontstraße 117 in Empfang und leiteten sie an die Haupthandelsplätze weiter. Bereits ein Jahr später waren alle wichtigen Verbindungen im Telegrafennetz geschlossen und Reuter gab das Aachener Büro auf. Er wanderte nach London aus und gründete dort im Oktober 1851 die Nachrichtenagentur Reuters.
Die vermehrte Verwendung von Brieftauben zu wirtschaftlichen Zwecken war von geringer Dauer, denn die Vögel wurden bald durch die ersten Telegrafenlinien in der Mitte des 19. Jahrhunderts ersetzt.

### Die Belagerung von Paris

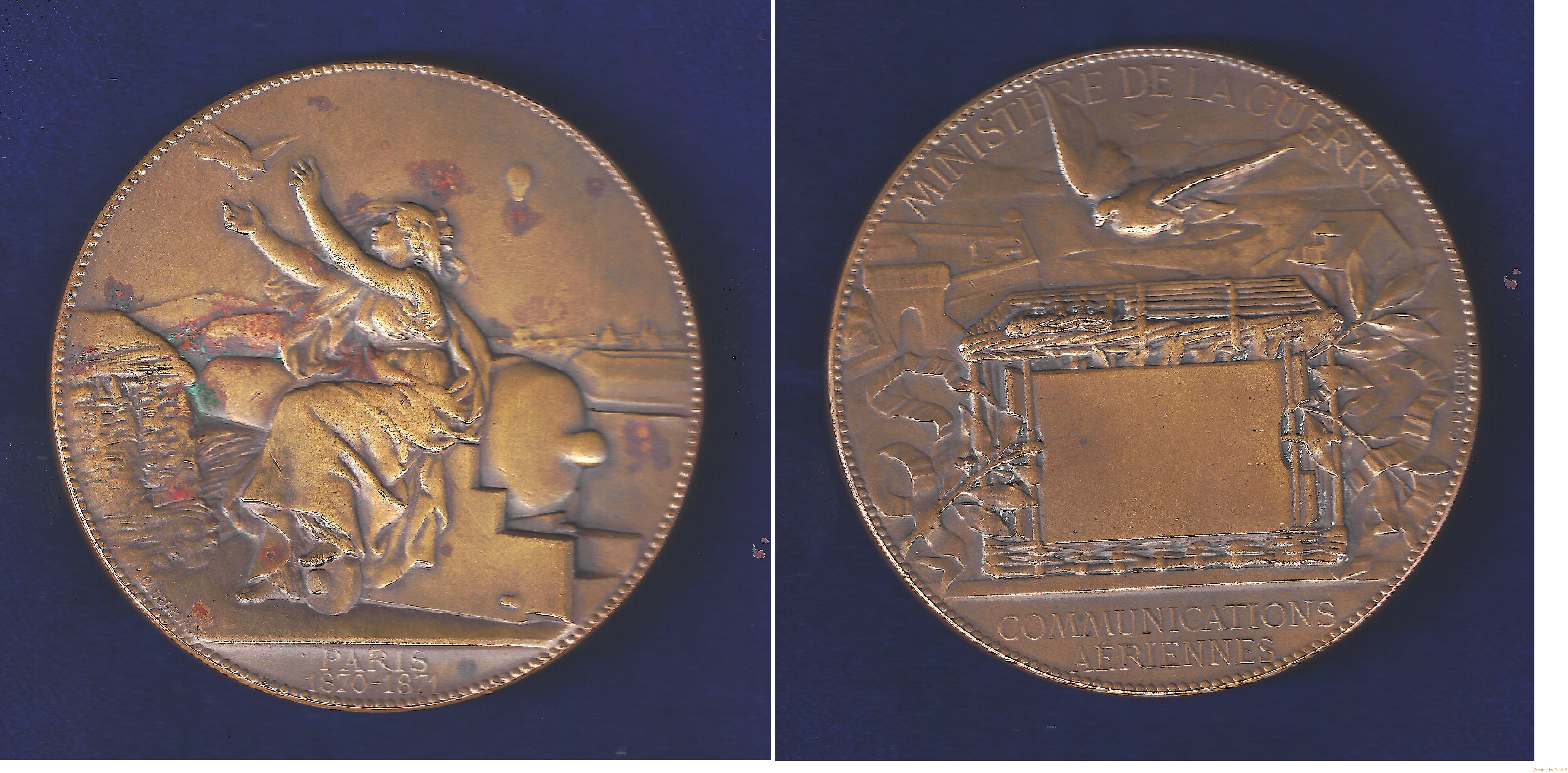
Bekannte Taubenpost-Medaille von Degeorge zur Belagerung von Paris 1870–1871 im Deutsch-Französischen Krieg, herausgegeben vom französischen Kriegsministerium.

Brief von London nach Tours mit Nachrichten, die per Taubenpost nach Paris weitergeleitet werden sollen

Das unter Philatelisten bekannteste Beispiel für eine Taubenpostverbindung ist die Pariser Ballonpost. Die Verbindung zwischen Paris und dem unbesetzten Frankreich während des Deutsch-Französischen Krieges konnte zwischen dem 23. September 1870 und der Kapitulation von Paris am 22. Januar 1871 nur durch ein geschicktes Zusammenspiel zwischen Ballonpost und Brieftauben aufrechterhalten werden.
Von Paris aus ließ man insgesamt 55 unlenkbare Ballone aufsteigen, die neben fast 2,5 Millionen Nachrichten auch 363 Brieftauben beförderten. Die Tauben dienten dem Rücktransport von Briefen vom unbesetzten Frankreich in das belagerte Paris. Zunächst wurden die Nachrichten auf extrem leichtem Seidenpapier geschrieben und der Taube umgebunden. So konnte eine Brieftaube jedoch nur sehr wenige Nachrichten befördern. Die erste Taubenpost dieser Art fand am 9. Oktober 1870 statt. Ab 4. November 1870 war es auch erstmals möglich, private Nachrichten befördern zu lassen. Die Brieftauben starteten meist in Tours, wo alle zu versendenden Nachrichten zunächst gesammelt und dann auf Seidenpapier übertragen wurden.
Durch eine Idee des Fotografen René Dagron konnte die Anzahl der Briefe, die eine Taube befördern konnte, erheblich erhöht werden: die in Tours gesammelten Mitteilungen wurden als Buchdruck gesetzt auf Gallerthäutchen mikrofotografisch so übertragen, dass eine Brieftaube bis zu 40.000 Briefe mit je höchstens 20 Worten tragen konnte. Am Bestimmungsort wurde die Mitteilung mittels einer Laterna magica vergrößert, von einem Schreiber kopiert und dann ausgeliefert. Bis zur Kapitulation von Paris wurden so 2 Millionen Nachrichten als Pigeongramme (Taubentelegramme) übertragen. Die Gebühr für ein solches Pigeongramm betrug pro Wort 50 Centimes. Erhalten gebliebene Pigeongramme gehören zu den beliebtesten Sammelstücken unter Philatelisten.
Die Pariser Ballonpost war allerdings nicht nur für die heutigen Philatelisten von besonderem Interesse. Der große Erfolg der Pariser Ballone und Brieftauben richtete damals große Aufmerksamkeit auf diese beiden Beförderungsarten, die nun auch im zivilen Bereich bis zur Jahrhundertwende eine Blüte erlebten. Man begann damit, schwer erreichbare Gebiete, die noch keine Verbindung mit Telegrafennetzen besaßen, durch Brieftauben postalisch zu versorgen.

### Brieftaubenpost um die Jahrhundertwende

#### Die Taubenpost in Neuseeland

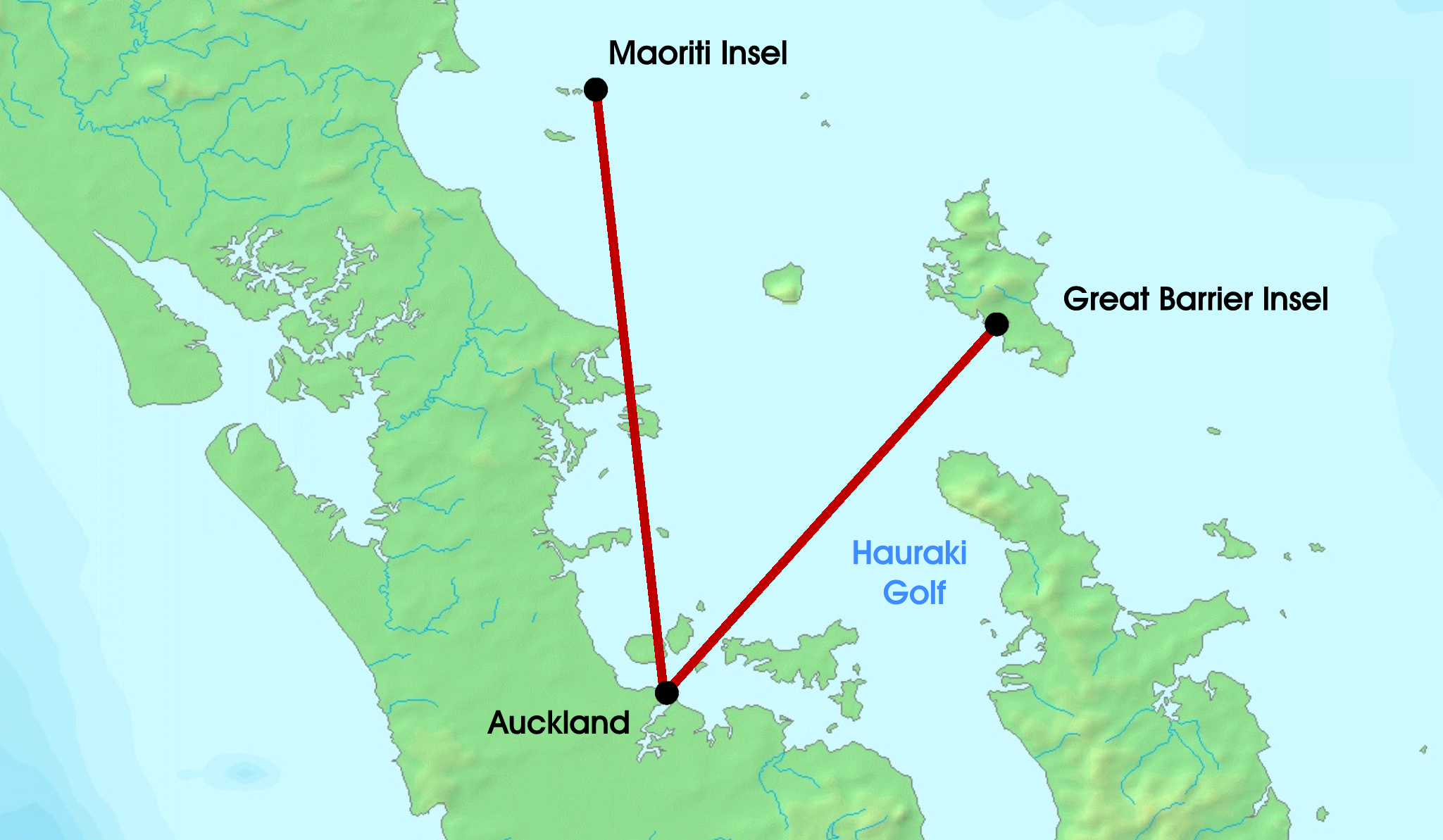
Karte der Taubenpost in Neuseeland

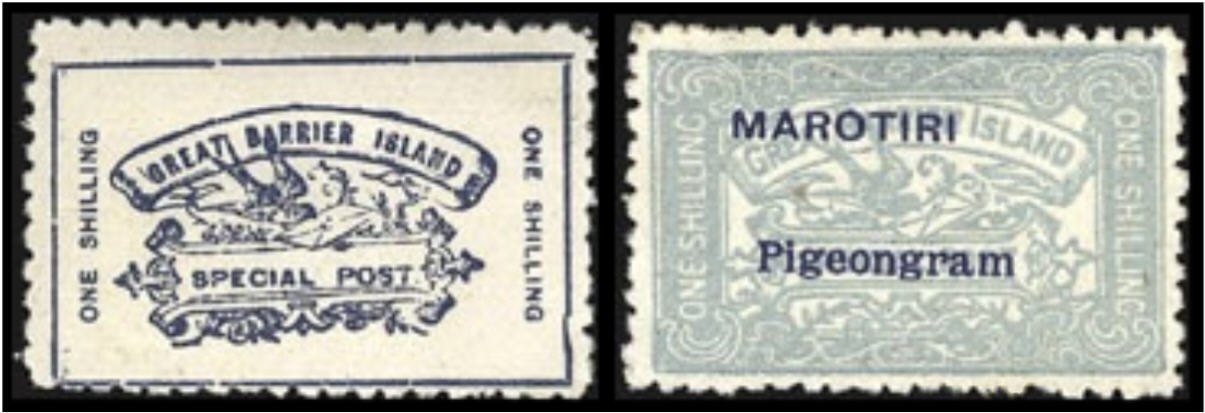
Die erste Taubenpostbriefmarke der Great Barrier Insel und der Marotiri Insel

Zahlreiche Holzfäller und Goldsucher kamen am Ende des 19. Jahrhunderts auf die Great Barrier Island im Norden von Neuseeland, die nur alle 16 Tage von einem Schiff mit Post versorgt werden konnte. Der Vorstand des neu gegründeten Montanunternehmens auf der Insel, Smailes, beauftragte schließlich den Brieftaubenzüchter Parkin aus Auckland, eine Taubenpostverbindung mit dem Festland herzustellen. Der erste Flug fand am 14. Mai 1897 statt. Die zu übermittelnden Nachrichten wurden auf dünnes Seidenpapier geschrieben und dann um den Fuß der Taube gebunden. Eine Brieftaube konnte mit dieser Technik bis zu fünf Nachrichten, auch flimsies genannt, transportieren.
Ab dem 21. April 1898 wurden die Brieftauben von S. Holden Howie für den Transport von Nachrichten von der Great-Barrier-Insel genutzt. Die Brieftauben konnten jedoch nur Nachrichten nach Auckland transportieren und nicht in die entgegengesetzte Richtung. Dazu wurden sie in regelmäßigen Abständen per Schiff auf die Insel gebracht, um dort stets genügend Tauben zur Verfügung zu haben. Einen zusätzlichen Taubenschlag auf der Insel einzurichten wäre zu teuer gewesen, weshalb es unterblieb.
Im September 1898 tauchten erstmals Vorschläge auf, eigene Taubenpostbriefmarken auszugeben. Henry Bolitho, ein Freund des Betreibers Howie, beauftragte eine Druckerei in Auckland mit der Herstellung solcher Briefmarken. Am 19. November 1898 konnten die ersten Taubenpostbriefmarken der Welt erstmals verwendet werden. Nach der Gründung des Great Barrier Pigeongram Service und dem Ausbau zu einem eigenständigen Unternehmen wurde Walter Fricker mit der Betreuung der Brieftauben betraut. Nachrichten konnten außerdem erstmals in beide Richtungen versandt werden. Der Versand von Okupu, später von Whangaparapara auf der Great-Barrier-Insel nach Auckland kostete 6 Pence, in die neu eingerichtete umgekehrte Richtung den doppelten Preis von einem Shilling. Durch den doppelten Preis rentierte sich zunächst auch die Errichtung der zweiten Taubenpostlinie.
Die besonderen Briefmarken erweckten zudem kurzzeitig eine besondere Aufmerksamkeit von Philatelisten, was dem Unternehmen zusätzliche Einnahmen brachte. Schon bald erfolgte die Ausgabe weiterer Taubenpostbriefmarken. Schließlich begann man damit, verschiedene Wertstufen herzustellen, um den Tarifunterschieden Rechnung zu tragen. Nach der Ausgabe diverser rechteckiger Briefmarken wurden ab dem Jahre 1899 schließlich dreieckige Briefmarken in der Farbe Rot zu 6 Pence und in der Farbe Blau zu einem Shilling ausgegeben. Die dreieckigen Taubenpostmarken trugen die Inschrift Great Barrier Island / Special Post / One Shilling. Als Motiv diente eine fliegende Brieftaube, die einen Brief im Schnabel hatte und die durch ihre besondere Form die Aufmerksamkeit der Philatelisten weiter erhöhen sollte.
1899 wurde eine weitere Taubenpostlinie des Great Barrier Pigeongram Service eingerichtet, die ebenfalls Taubenpostbriefmarken herausgab. Die Linie verband die Marotiri Insel (auch: Coppermine Insel), auf der seit 1898 Kupferbergbau betrieben wurde, mit Auckland. Nach dem wirtschaftlichen Misserfolg des Kupfer-Unternehmens wurde diese Taubenpostlinie bald wieder eingestellt. Nachdem 1908 die Telegrafenlinie zur Insel in Betrieb gegangen war, wurde auch die Taubenpostverbindung zur Great-Barrier-Insel eingestellt. Am 19. November 1948 fand anlässlich des 50. Geburtstages der Taubenpostbriefmarke ein Gedenkflug zu der Insel statt, zu der ein privater Gedenkumschlag herausgegeben wurde.

#### Weitere Einsatzgebiete der Taubenpost

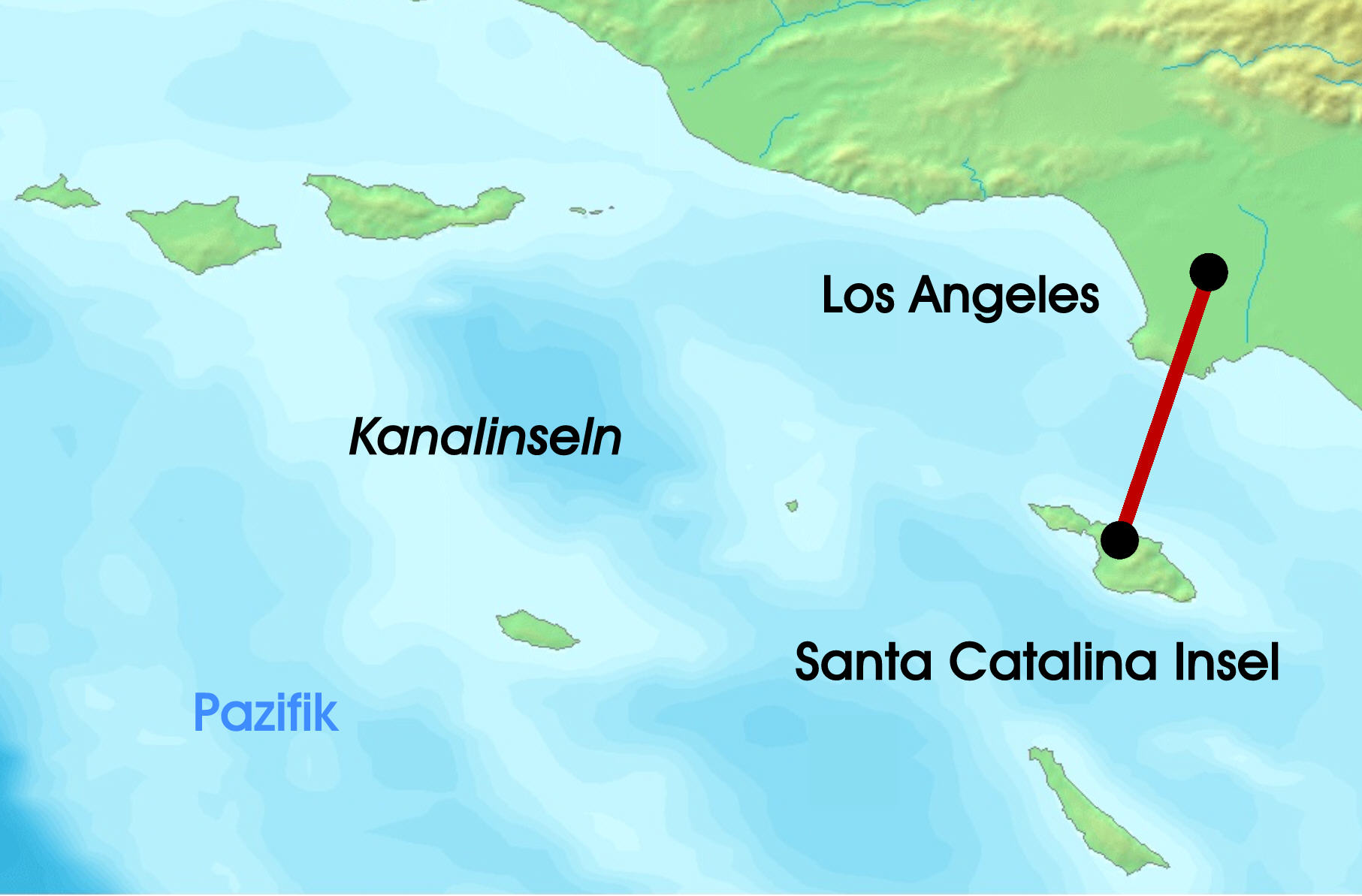
Taubenpost bei Los Angeles

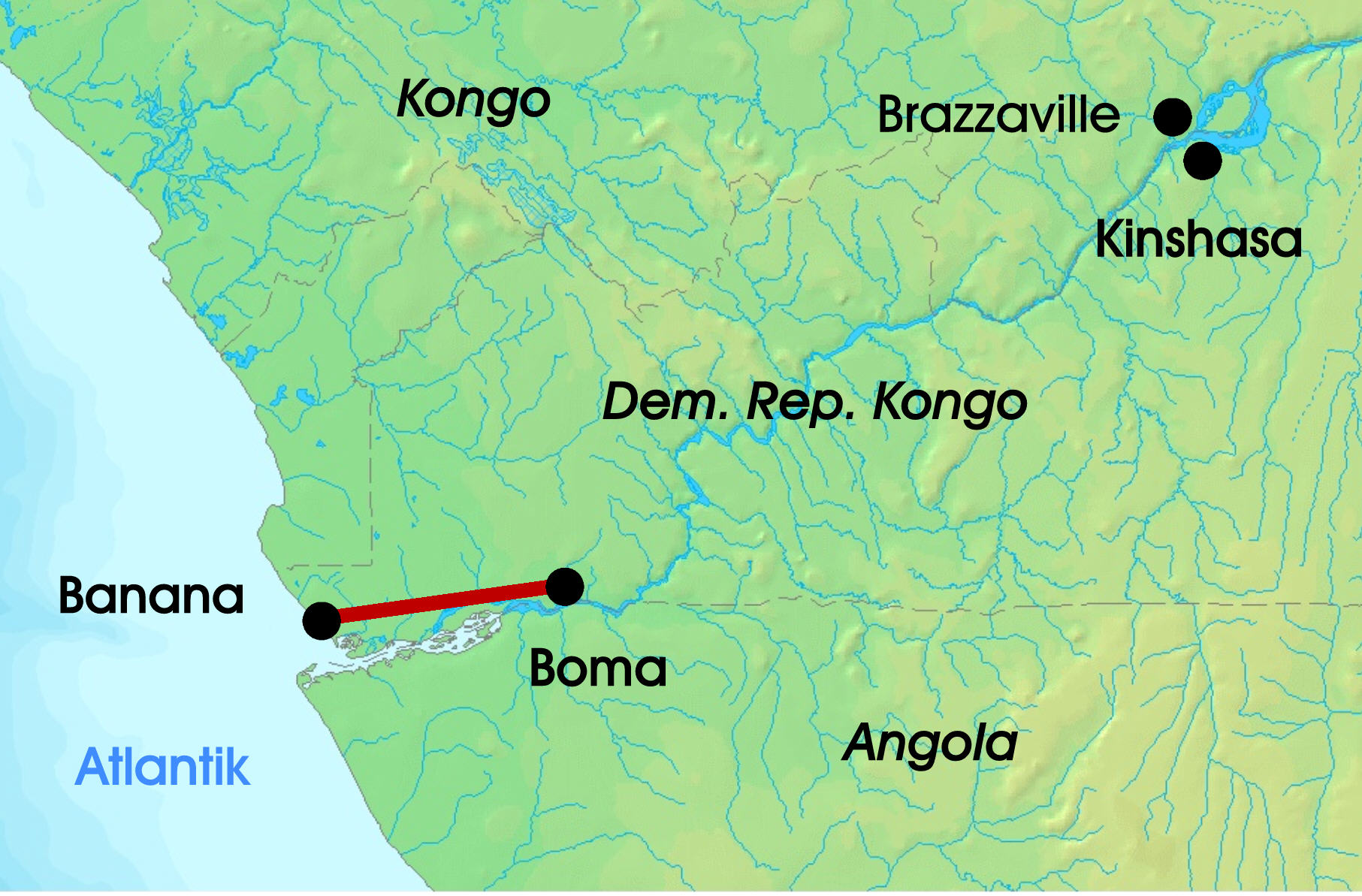
Taubenpost in Afrika

In entlegenen Gebieten der USA wurden zur Zeit der Jahrhundertwende Taubenpostdienste eingerichtet. Oswald Zahn gründete das bedeutendste dieser Taubenpostunternehmen, das die kleine Insel Santa Catalina Island ab 1894 mit dem etwa 35 km entfernten kalifornischen Festland verband. Die Tauben starteten in Avalon, der größten Stadt auf der Insel und flogen nach Bunker Hill in Los Angeles. Im Jahre 1898 wurde die Linie wegen Unwirtschaftlichkeit wieder eingestellt, kurze Zeit später wurde die Insel mit dem kalifornischen Telegrafennetz verbunden.
In Alaska gab es ebenfalls Bestrebungen, eine eigene Brieftaubenpost einzuführen. Die Idee hierzu stammte von Thomas Arnold aus dem Jahre 1897, der bereits Probedrucke für Brieftaubenpostmarken mit Nennwert zu 1 und zu 2 Dollar anfertigte. Die probeweise hergestellten Taubenpostbriefmarken zierten eine Brieftaube, die – wie auf den neuseeländischen Taubenpostmarken – einen Brief im Schnabel hielt. Die Inschrift lautete Alaska Carrier / Pigeon Mail / Service Company. Thomas Arnold wollte die Goldfelder Alaskas mit den Brieftauben postalisch versorgen. Wie bei der Pariser Ballonpost sollten die zu befördernden Nachrichten verkleinert transportiert werden.
Neben diesen Taubenpostlinien gab es in Belgisch-Kongo in den 1910er Jahren eine eigene Taubenpost zwischen der Hauptstadt Boma und der Hafenstadt Banana. Zur damaligen Zeit befand sich das Telegrafennetz des Kongos noch im Aufbau. Die erste Telegrafenlinie Banana – Boma – Léopoldville – Coquilhatville war im Jahre 1905 nur teilweise fertiggestellt. Die belgische Regierung entschloss sich deshalb zur Einrichtung dieser provisorischen Taubenpostlinie, die bis zur Eröffnung der restlichen Teilstücke gegen Ende des Jahrzehnts bestand. Die Taubenpost als vorübergehender Ersatz für die Telegrafie wurde auch von der niederländischen Regierung genutzt. Diese verwendete hierzu Brieftauben des Militärs zur Nachrichtenübertragung auf Sumatra und Java.
In Deutschland kam es zu dieser Zeit nicht zur Errichtung einer Taubenpostlinie. Im Jahre 1876 wurden allerdings an der Nordseeküste, besonders in Tönning an der Eidermündung, Versuche angestellt, eine Verbindung der in See liegenden Leuchtschiffe mit dem etwa 55 Kilometer entfernten Festland durch Taubenpost herzustellen. Obwohl die Brieftauben auch bei heftigen Stürmen Nachrichten überbringen konnten, wurde das Projekt aufgegeben.
Zur Zeit der Jahrhundertwende gab es nur noch wenige Privattaubenpostsysteme von Wirtschaftsunternehmen. Die Schiffe der HAPAG hatten jedoch noch eigene Brieftauben an Bord, um Nachrichten auf schnellstem Wege in den nächstgelegenen Hafen senden zu können.

### Die Weltkriege

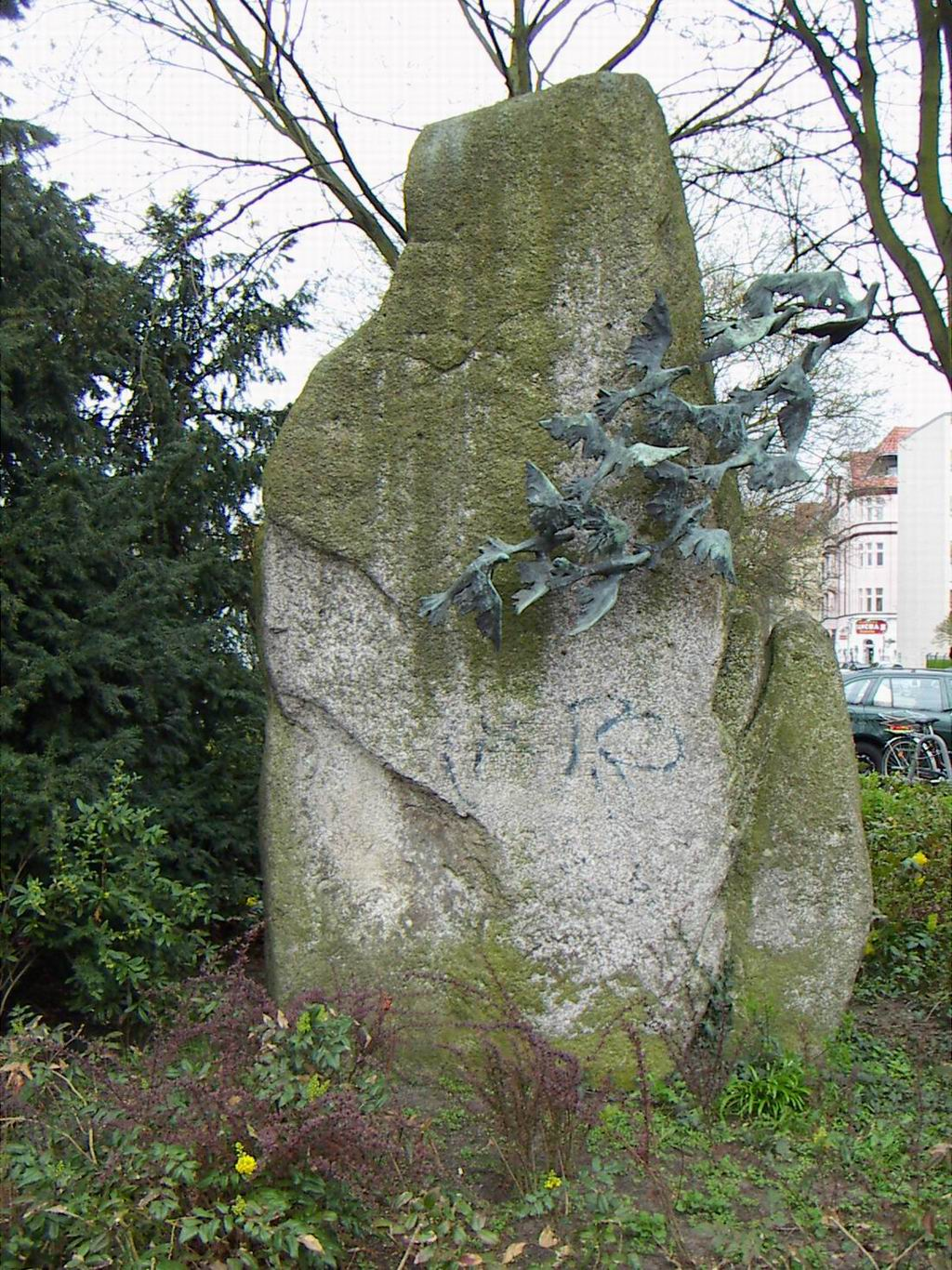
Brieftaubendenkmal in Berlin-Spandau, zu Ehren der deutschen Brieftauben des Ersten Weltkrieges

Die beiden Weltkriege bildeten das letzte große Einsatzgebiet der Taubenpost zu militärischen Zwecken. Es gab schätzungsweise 100.000 Brieftauben im Ersten Weltkrieg zur Nachrichtenübermittlung. Ihre Erfolgsrate bei der Überbringung von Nachrichten lag bei ungefähr 95 Prozent. Zu ihren Ehren wurden mehrere Denkmäler errichtet, deren größtes im französischen Lille mehr als 20.000 gefallener Brieftauben gedenkt. Seit 1939 gibt es auch in Berlin-Spandau ein Denkmal für die deutschen Brieftauben des Krieges.
Mit Hilfen von Brieftauben konnten zwei verschiedene Verbindungen aufrechterhalten werden. Neben den Brieftaubenverbindungen von der Front zu fixen Taubenschlägen im sicheren Heimatland kam es auch zum Einsatz von zahlreichen mobilen Brieftaubenschlägen, die zuerst nur von der französischen Armee eingesetzt wurden. Es handelte sich dabei um einen speziell angepassten Autobus der Marke Berliet. Obwohl sich so das Ziel der Brieftauben ständig änderte, fanden diese stets den richtigen Weg. In der Marneschlacht im Jahre 1914 wurden beispielsweise von der französischen Armee erstmals 72 fahrbare Taubenschläge eingesetzt.
Besonders berühmt wurde der letzte Einsatz der amerikanischen Brieftaube Cher Ami in der Nähe der französischen Stadt Verdun, die durch eine Schusswunde an der Brust schwer verletzt wurde. Trotzdem schaffte sie es, ihre Nachricht von Major Charles Whittlesey von der 77. Infanterie-Division weiterzuleiten. Seine Division verlor während der Meuse-Argonne-Offensive die Verbindung mit der restlichen US-amerikanischen Armee und war ohne Verpflegung hinter den feindlichen Linien eingeschlossen. Dank der Nachricht von Cher Ami konnten 194 Soldaten gerettet werden. Auf Grund des tapferen Einsatzes von Cher Ami wurde ihr feierlich die französische Kriegsauszeichnung Croix de guerre verliehen. Insgesamt waren während dieser Schlacht auf amerikanischer Seite 442 Brieftauben im Einsatz.
Auch in einigen deutschen Heeresteilen kam es zur Verwendung von Brieftauben, meist zu ortsgebundenen, nur seltener zu fahrbaren Brieftaubenstationen. Die per Taubenpost beförderten Sendungen wurden von deutscher Seite mit dem Bestätigungsstempel Kgl. Preuss. Brieftaubenschlag in blauer Farbe gekennzeichnet.
Auch im Zweiten Weltkrieg griff man zur Nachrichtenüberbringung auf die Taubenpost zurück. Allein die US-amerikanische Armee unterhielt 54.000 Brieftauben sowie 3.000 Soldaten und 150 Offiziere, die Teil des US Army Pigeon Service waren. In der britischen Armee waren gar bis zu 250.000 Brieftauben zu militärischen Zwecken im Einsatz. Im Zweiten Weltkrieg wurden Brieftauben zum Nachrichtentransport auch zunehmend in der Nacht eingesetzt, um größere Verluste durch Beschuss zu vermeiden. Die deutsche Armee hatte sich jedoch im Vorfeld des Krieges speziell auf den Einsatz von feindlichen Brieftauben vorbereitet. Man dressierte Greifvögel, vor allem Falken, die die Brieftauben im Flug attackieren sollten. Während des Krieges zeigte sich diese Methode als äußerst effektiv.
Im Rahmen der Operation Columba gelangte die britische Armee mittels Brieftauben an kriegswichtige Informationen. Über in Frankreich, Belgien und den Niederlanden abgesetzte Tauben konnte die Zivilbevölkerung Nachrichten nach Großbritannien schicken. Eine Nachricht enttarnte u. a. den Standort der deutschen Kommunikationszentrale nahe Brügge.
Insgesamt wurden 32 Brieftauben mit der Dickin Medal für herausragende Leistungen ausgezeichnet. Zu den berühmtesten Preisträgern zählte die Brieftaube G.I. Joe. Diese erlangte vor allem durch ihren Einsatz in der kleinen italienischen Stadt Calvi Vecchia am 18. Oktober 1943 große Anerkennung. Der 56. Britischen Brigade war es gelungen, die Stadt ohne größere Gegenwehr der deutschen Truppen einzunehmen. Mit diesem Umstand hatten die Alliierten nicht gerechnet, die US-amerikanische Armee sollte nämlich der britischen Armee durch Luftangriffe auf Calvi Vecchia die Einnahme der Stadt erleichtern. Allerdings schlug jede versuchte Kontaktaufnahme mit den Verbündeten fehl, um den Angriff zu stoppen. Die Brieftaube G.I. Joe wurde deshalb mit der Überbringung der wichtigen Nachricht betraut. Sie legte die 30 Kilometer zum US-amerikanischen Kommandostützpunkt in nur 20 Minuten zurück und traf noch vor Abheben der Bombenflugzeuge ein. G.I. Joe wird deswegen die Rettung von 100 Soldatenleben zugesprochen.

### Der Niedergang der Taubenpost
Nach dem Zweiten Weltkrieg wurden Brieftauben immer seltener zum Transport von Nachrichten eingesetzt. Der letzte größere Einsatz amerikanischer Brieftauben fand während des Koreakrieges statt, als so Nachrichten an verdeckt operierende Soldaten hinter den feindlichen Linien übermittelt wurden. Die britische Armee gab 1948 ihr Brieftaubenprogramm auf. Bald folgten ihr auch weitere Armeen. In der Schweiz wurde die Brieftaubenabteilung erst 1997 aufgelöst. Heutzutage gibt es kaum noch militärische Verwendung von Brieftauben. Dies lässt sich vor allem auf die rasche Entwicklung der modernen Kommunikationsmittel zurückführen.
Nach dem Zweiten Weltkrieg hat die österreichische Gendarmerie ein Brieftaubennetzwerk aufgebaut, das 1958 von Rennweg nach Tirol verlagert wurde. In Tirol (Österreich) gab es von 1958 bis 1974 einen Brieftaubendienst: so waren auf vielen Schutzhütten Brieftauben stationiert, die bei Bedarf (Alpinunfälle, Lawinenabgänge, u.d.g.) zum Heimatschlag im Landesgendarmeriekommando Innsbruck geschickt wurden. Da es vor 1970 in den Bergen noch kein engmaschiges Katastrophenfunknetz gab, war dies die einzige Möglichkeit einer schnellen Übermittlung der Nachricht. Im indischen Bundesstaat Orissa wurde von der Polizei noch bis zum März 2002 eine ähnliche Taubenpost unterhalten. Diese wurde im Jahre 1946 eingerichtet und war vor allem zur schnellen Nachrichtenübertragung bei Naturkatastrophen gedacht. Solche Einrichtungen blieben jedoch weitgehend die Ausnahme. Gegen Ende des 20. Jahrhunderts gab es zwar außerdem immer wieder einige Veranstaltungen, in deren Rahmen eine Taubenpost eingerichtet wurde – jedoch immer zu philatelistischen Zwecken und deshalb eher als Hobby denn als Postdienst zu werten. Die Philatelic Foundation Christchurch führte beispielsweise in den Jahren 1978 bis 1984 jährlich eine solche Veranstaltung durch.

### Taubenpost in der heutigen Zeit
Die Taubenpost ist heute aus allen Lebensbereichen verschwunden. Nur in sportlichen Wettbewerben finden sich die Grundzüge dieser Beförderungsart wieder, diese haben jedoch nichts mehr mit der historischen Taubenpost zur Übermittlung von Nachrichten zu tun. Bei den sportlichen Wettbewerben werden die Brieftauben mit einem speziellen Transporter (Kabinenexpress) zu einem mehrere hundert Kilometer vom Heimatort entfernten „Auflassort“ transportiert, von wo sie ihren Heimflug antreten. Die Ankunftszeiten der einzelnen Tiere werden beim Eintreffen im heimatlichen Taubenschlag mittels einer Konstatieruhr registriert. Diese Wettbewerbe bauen, wie einst die Taubenpost, auf dem Orientierungssinn der Tauben auf, es werden jedoch keine Nachrichten mehr übermittelt.
Vereinzelt wird darüber berichtet, dass Brieftauben höchst effektiv in den Grenzgebieten rund um die Niederlande als Drogenkuriere eingesetzt werden.
In London sollen Tauben künftig die Luftverschmutzung überwachen. Ausgestattet mit einem GPS-Sender und Sensoren messen sie den Gehalt von Feinstaub, Ozon und Stickstoffdioxid in der Luft.
Von den Armeen Europas trainiert 2022 nur mehr das französische Militär (etwa 180) Brieftauben – für Zeremonien und Wettbewerbe. Taubenschule und ein Museum sind in der Festung Mont-Valérien in Suresnes, etwa 20 km westlich von Paris.

### Taubenpost im Internetzeitalter
Mit RFC 1149 und RFC 2549 liegt zumindest in der Theorie ein (als Aprilscherz gedachter) Standard vor, wie das im Internet gebräuchliche Internet Protocol mithilfe von Brieftauben übertragen werden kann. Es blieb nicht nur bei der Theorie: Am 28. April 2001 wurde in Bergen ein Versuch durchgeführt, bei dem tatsächlich IP-Pakete übertragen wurden. Insgesamt wurden dabei vier Pakete übertragen, bei einer Laufzeit von ca. 1,5 Stunden. (Ping-Zeiten liegen normalerweise in Größenordnungen von Milli- bis Zehntelsekunden.)

## Philatelistische Aspekte
Die Taubenpost ist ein kleines Randgebiet der Philatelie. Es kann als abgeschlossenes Sammelgebiet betrachtet werden, da es heutzutage kaum noch Taubenpost gibt. Es gibt nur wenige Spezialisten und infolgedessen auch nur wenig Spezialliteratur; einer der wichtigsten Experten ist Salvador Bofarull. Da Taubenpostbriefe aus dem 19. und 20. Jahrhundert kaum erhalten sind, findet man reine Taubenpostsammlungen nur sehr selten.
Heutige Taubenpostsammlungen beschränken sich meist auf die Zeit vom Deutsch-Französischen Krieg bis zum Zweiten Weltkrieg. Großer Beliebtheit erfreuen sich hierbei die Pigeongramme der Pariser Ballonpost. Diese werden einerseits wegen ihrer großen Bedeutung für die Postgeschichte (siehe Flugpost) gerne in die Sammlung aufgenommen, anderseits fasziniert die abenteuerliche Geschichte der Briefe viele Philatelisten. Zivile Taubenpost gegen Ende des 19. Jahrhunderts wird nur von Spezialisten gesucht. Auch die Taubenpostbriefmarken können auf Grund ihrer extrem niedrigen Auflagezahlen und den daraus resultierenden hohen Preisen nur von wenigen Philatelisten in ihre Sammlung aufgenommen werden. Taubenpostbriefe aus den Weltkriegen sind eine gern gesehene Rarität in Feldpost-Sammlungen.

## Die Taubenpost in der Kunst

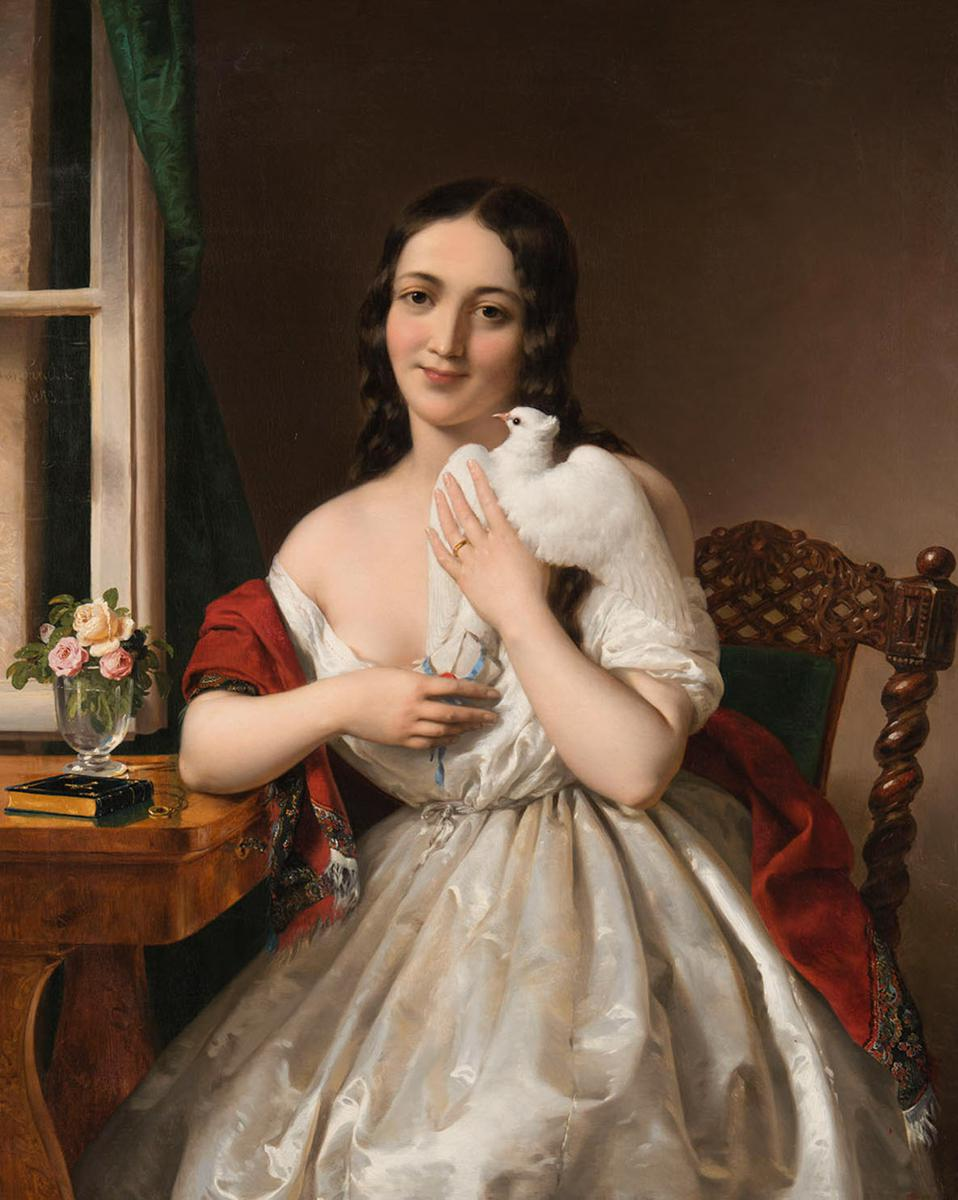
Taubenpost (Gemälde von Miklós Barabás, 1843)

Die Taubenpost findet sich auch in der Kunst wieder. Vor allem zur Zeit der Romantik, in der die Verbreitung der Brieftaube stark stieg, findet man dieses Motiv. Ein berühmtes Beispiel hierfür ist das Gedicht Die Taubenpost von Johann Gabriel Seidl, das von Franz Schubert vertont wurde. Als Schuberts angeblich letzte Liedkomposition wurde sie posthum in der Liedersammlung Schwanengesang veröffentlicht.
| Ich hab eine Brieftaub' in meinem Sold, Die ist gar ergeben und treu, Sie nimmt mir nie das Ziel zu kurz, Und fliegt auch nie vorbei. Ich sende sie viel tausendmal Auf Kundschaft täglich hinaus, Vorbei an manchem lieben Ort, Bis zu der Liebsten Haus. Dort schaut sie zum Fenster heimlich hinein, Belauscht ihren Blick und Schritt, Gibt meine Grüße scherzend ab Und nimmt die ihren mit. Kein Briefchen brauch ich zu schreiben mehr, Die Träne selbst geb ich ihr: Oh, sie verträgt sie sicher nicht, Gar eifrig dient sie mir. | Bei Tag, bei Nacht, im Wachen, im Traum, Ihr gilt das alles gleich, Wenn sie nur wandern, wandern kann, Dann ist sie überreich! Sie wird nicht müd, sie wird nicht matt, Der Weg ist stets ihr neu; Sie braucht nicht Lockung, braucht nicht Lohn, Die Taub' ist so mir treu. Drum heg ich sie auch so treu an der Brust, Versichert des schönsten Gewinns; Sie heißt – die Sehnsucht! Kennt ihr sie? – Die Botin treuen Sinns. Hörbeispiel |  |

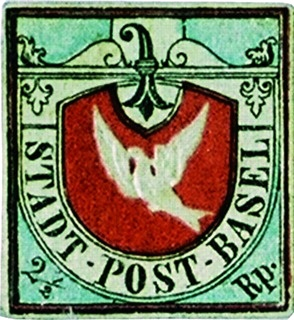
Basler Taube

Neben der Taubenpost als Motiv in der Dichtung und in der Musik findet man sie vor allem als Motiv für die künstlerische Gestaltung von Briefmarken. Bei diesen Marken handelt es sich nicht zwingend um Taubenpostmarken; auch Freimarken werden oft von einer Brieftaube geziert. Das meistverbreitete Motiv ist eine Brieftauben mit einem Brief im Schnabel. Die erste Freimarke, auf der eine Brieftaube zu sehen war, ist die Basler Taube. Sie wurde am 1. Juli 1845 vom Kanton Basel herausgegeben. Die Gestaltung übernahm der Architekt Melchior Berri. Die Taube wurde geprägt und steht daher aus dem Briefmarkenpapier etwas hervor. Das Briefmarkenmotiv wurde in den drei Farben schwarz, blau und karmin hergestellt und ist somit außerdem die erste mehrfarbige Briefmarke der Welt.
Die ersten deutschen Briefmarken, auf denen eine Brieftaube abgebildet wurde, sind gleichzeitig die ersten Flugmarken Deutschlands: sie wurden am 10. Juni 1912 anlässlich der Flugpost am Rhein und am Main als Briefmarkenserie zu drei Werten ausgegeben. Der Entwurf der Briefmarken stammte von Professor Kleunkens. Später wurden die Flugpostmarken mit dem Namen des befördernden Flugzeuges Gelber Hund und der Abkürzung E.EL.P. für Ex Est Luftpost überdruckt.